# بريتام
بريتام تشاكرابورتي (بالبنغالية : প্রীতম চক্রবর্তী)، من مواليد 14 حزيران / يونيو 1971)، والمعروف ببريتام، هو مدير موسيقي هندي وملحن ومغني وعازف ومنتج موسيقى لأفلام بوليوود. في مهنة امتدت ما يقرب من عام ونصف، قام بريتام بتأليف موسيقى (أغاني) لأكثر من مائة فيلم من أفلام بوليوود. وقد فاز بثلاث جوائز فيلم فير، و4 جوائز زي سيني، و4 جوائز الشاشة و3 جوائز الأكاديمية الدولية للفيلم الهندي من بين العديد من الجوائز الأخرى.

## وصلات خارجية
- بريتام على موقع IMDb (الإنجليزية)
- بريتام على موقع ميوزك برينز (الإنجليزية)
- بريتام على موقع أول ميوزيك (الإنجليزية)
- بريتام على موقع ديسكوغز (الإنجليزية)
- بريتام على موقع ديسكوغز (الإنجليزية)
- بريتام على موقع قاعدة بيانات الفيلم (الإنجليزية)